# クラマトルスク
- クラマトルシク
- クラマトールシク

クラマトルスク（ウクライナ語: Крамато́рськ, 発音 [krɐmɐˈtɔrʲsʲk] ( 音声ファイル), クラマトルシク）は、ウクライナのドネツィク州の都市であり、ドネツ川支流のカジョンヌイトレツ川流域の北部に位置する。

## 概要
ウクライナの重工業産業の重要中心地であり、宝飾品産業の中心地でもある。

## 歴史
第二次世界大戦後、第217収容地区が設置され、シベリア抑留を受けた日本人捕虜が遠路移送されてきた。日本人捕虜は強制労働に従事した。
2014年のウクライナ東部におけるロシアとの紛争ではクラマトルシクの戦いの場となった。2014年10月13日以降、ドネツィク州政府は同市内に移管されている。

### ロシアによるウクライナ侵攻
2022年ロシアのウクライナ侵攻では、4月8日、ロシア軍によるクラマトルスク駅へのミサイル爆撃が行われて、避難中の市民に多数の死傷者が出た。同年7月29日には、市内の住宅が再びミサイル攻撃にさらされたため、翌日の7月30日、ウクライナ政府は市内に残る住民に退避を命じた。
2023年になってもロシア側の砲撃は収まらず、同年1月上旬にはクラマトルスク郊外のスケート施設がミサイル攻撃で破壊され、民家20軒以上が被害を受けた。ロシア側は学生寮をミサイル攻撃して兵士ら600人超を殺害したと主張したが、ウクライナ側はプロパガンダであるとして一蹴。学生寮が無事であることを確認するジャーリストも現れた。同年6月28日には、市内のレストランがミサイル攻撃を受けて11人が死亡。ウクライナ当局はロシア側に情報を伝えたとして男性を逮捕、反逆罪の容疑で訴追することを発表した。

## 地理と行政区画
クラマトルシク都市圏は旧スラヴャンスク地区と旧クラマトルシク地区の間に位置しており、居住者500,000人以上の都市型人口集中地域の中心をなしていた。2020年7月のウクライナ最高議会主導の非中央集権化（地方分権）を目指した立法による地方自治体の行政区画改革によって、スラヴャンスク地区は廃止され、クラマトルシクは新生クラマトルシク地区（ラヨン）に編入され、同地区の行政の中心に制定された。また、ラヨンの下位行政区画であるフロマーダの行政中心地として制定された。

## 人口統計
州地域統計局によれば、2017年1月1日時点でクラマトルスクの人口は190,648人である。
2001年ウクライナ国勢調査による調査結果は以下の通りとなっている。
民族
- ウクライナ人: 70.2%
- ロシア人: 26.9%
- ベラルーシ人: 0.7%
- アルメニア人: 0.6%
- アゼルバイジャン人: 0.2%
- ユダヤ人s: 0.1%

言語
- ロシア語: 67.9%
- ウクライナ語: 31.1%
- アルメニア語: 0.2%
- ベラルーシ語: 0.1%
- ロマ語: 0.1%

## 交通
クラマトルシク駅(北緯48度43分33秒 東経37度32分35秒 / 北緯48.72583度 東経37.54306度)より鉄道によりウクライナ各都市へ結ばれている。1937年からクラマトルスク市電が運行されていたが2017年8月1日に廃止され、市内交通はバスとトロリーバスによって担われている。
2022年4月8日、ロシア侵攻の避難民が集まるクラマトルシク駅に弾道ミサイルが落下。住民ら50人以上が死亡した（クラマトルシク駅へのミサイル爆撃）。

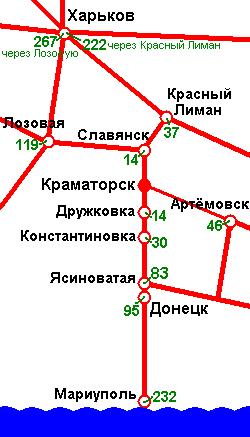
クラマトルシク駅から最寄りの都市までの鉄道による距離。

## 画像
クラマトルシクの歴史的文化的建造物
- 文化と技術の宮殿（文化会館 - 旧ノヴォクラマトルスク機械製造工場）
- 第一学校
- クラマトルシク駅舎
- クラマトルシク市電駅舎（2017年廃止）